# Атис
Атис (грч. Ἄττις, Ἄττης) је био фригијско божанство вегетације, а у грчкој митологији пратилац и миљеник богиње Кибеле.

## Етимологија
Реч „атис“ није грчка и према неким ауторима представља скраћеницу од atyches, што би значило „без среће“.

## Митологија
Атис је зачет на необичан начин, а родитељи су му били, према Паусанији, Агдистис и Нана, нимфа. Међутим, Паусанија је навео да је песник Хермесијанакс као Атисовог оца навео Фрижанина Галаоса и у том случају је Атис био рођен као евнух. Међутим, према другој причи, он је самог себе ушкопио у наступу лудила. Пошто се заљубио у нимфу Сагаритиду, љубоморна Кибела или Агдистис га је казнила лудилом. Из крви која је тада потекла, израсле су љубичице. Гали, Кибелини свештеници, опонашали су Атиса у овој митској причи, тако што су се кастрирали приликом иницијације. Заправо, то је била Кибелина жеља, након што је Атиса претворила у јелу како би га спречила да након кастрације себи одузме живот. У другој причи, Атис, Кибелин свештеник, побегао је у шуму како би избегао блудне пориве фрижанског краља, али је био ухваћен и у борби која је уследила, кастрирао је свог прогонитеља. На самрти, краљ је успео да се освети наневши исту рану Атису. Атиса су пронашли Кибелини свештеници испод јеле, када је већ био на самрти. Однели су га у храм своје богиње и покушали да га врате у живот, али узалуд. Кибела је тада одредила да се сваке године одржава свечаност на којој ће се оплакивати Атисова смрт. Према Диодору, Кибелу је напустио њен отац, фрижански краљ Меон, па су је отхранили пантери и одгајиле чобанице. Она се тајно удала за Атиса, који се касније звао Папант. У то време су Кибелу њени родитељи препознали и љубазно примили. Међутим, када је открио за њен брак са Атисом, Меон га је, заједно са чобаницама које су одгајиле Кибелу, осудио на смрт. Кибела је била бесна и тужна због овог очевог поступка и лутала је земљом гласно плачући и уз звуке цимбала. Фригију су тада снашле епидемија и оскудица. Пророчиште је заповедило да Атис мора да буде сахрањен, а да се Кибели укажу божанске почасти. Пошто је тело младића већ било у стању распадања, посмртне свечаности су направљене уз његову слику, за коју је плаћено да буде урађена за ту прилику.
Атису се приписује да је у Лидију увео култ богиње Кибеле, па је он у тој области био веома поштован. То је изазвало Зевсову суревњивост, па је послао вепра на њега како би га усмртио. Паусанија је извештавао да је Атис сахрањен у Песину у подножју планине Агдистис. Грци су Атиса повезивали са Јасионом, пратиоцем Велике Мајке у мистеријама у Самотраки. Такође, постоји сличност у причама о Атису и Анхису, Афродитином љубавнику.

## Култ
Најпре је у Фригији био поштован као божанство вегетације, да би се касније његов култ проширио на Лидију, Битинију и острво Родос. Ритуал кастрирања је био сувише суров за тадашње хеленистичко друштво и његов култ, као и Кибелин, није био прихваћен у континенталном делу Грчке све до хеленистичког и римског доба.

## Уметност
Приказиван је у римској ликовној уметности као леп младић одевен у фригијску одећу са шиљатом капом и туником и како у руци држи пастирски штап, сирингу или тимпан.

## Археологија
У граду Остији, где је био присутан Кибелин култ, пронађено је више храмова, између осталих и Магне Матер са сацелумом Атиса. У Хилдесхајму, у остави сребрних посуда из доба Августове владавине, пронађене су и купе за пиће, где су представљени разни ликови, па и Атис и Кибела.

## Друге личности
Син меонијанског краља Манета, који је имао сина Лида. Херодот је као његовог сина поменуо и Тирена, али га у неком другом тексту не назива Атисом, већ Котисом (или Котидом).